# Нимб
Нимб (от лат. nimbus — «облако») — условное обозначение сияния вокруг головы изображений Христа, Богоматери, святых и т. д. (наравне с лучезарным венцом, мандорлой и ореолом), символизирующее их святость.
Нимб изображают разной формы (круглый, треугольный, шестиугольный и так далее) и разного цвета. Круглый нимб с вписанным в него крестом (крещатый нимб) — важнейший атрибут, который присваивается только историческим и символическим изображениям Христа. Известен в античности, начиная с эпохи эллинизма. В христианском искусстве распространяется с IV века. В исламском искусстве, в частности, миниатюрах, нимб употребляется в изображении многих людей, не обязательно святых. В византийской традиции с нимбом изображали царствующую особу.

## Термин
Слово «нимб» в русский язык заимствовано из немецкого, где Nimbus восходит к латинскому nimbus — «туман» (в котором «боги спускаются на землю»). В русский язык слово попало из французского языка в середине XIX века. До этого нимбы часто именовались словом «окружок» (от «круг»). Также в XIX веке за нимбом утверждается название «венец» или «венчик» (по наименованию головного убора, что близко к католическому пониманию нимба как награды).

## Происхождение нимба
Относительно происхождения нимба мнения учёных расходятся: одни полагают, что этот иконографический символ божественности ведёт своё начало от мениска (μηνίσκος) — круглого металлического горизонтального кружка, которым греки прикрывали выставленные на открытом воздухе статуи для защиты их от непогоды и от птичьих нечистот; другие ищут происхождение нимба в щитах, которые обыкновенно привешивались на спину людям, удостоившимся триумфа; третьи думают, что нимб первоначально явился как очень уместный атрибут в изображениях божеств, представлявших собой небесные светила, и уже потом сделался принадлежностью не только всех вообще олимпийцев, но и тех смертных, которые взяты или достойны попасть на небо.
Всего вероятнее, что нимб обязан своим происхождением народному верованию греков, считавших, что тело богов, когда они являются в человеческом образе, испускает ослепительный блеск и бывает окружено сияющим облаком, частицей того светозарного эфира, который находится над земной атмосферой и составляет обычное местопребывание богов. Такое представление о богах, с самых ранних времён усвоенное греческой поэзией, впоследствии было перенесено из неё в образные искусства, главным образом в живопись, а так как в картинах сложной композиции изображать богов совершенно окружёнными подобным сиянием было затруднительно, то художники стали довольствоваться условным его обозначением, а именно помещением его только вокруг голов. Точно так же может быть объясняемо происхождение других атрибутов божественности, употребляемых в искусстве, каковы ореол, лучезарный венец и мандорла. Изучение дошедших до нас памятников греческого искусства доказывает, что нимб появился в нём не ранее эпохи Александра Македонского. От греков он перешёл к римлянам, в Египет, в Индию, к поклонникам Брамы и Будды и в христианство.

## Типы нимба
В качестве примера можно выделить различные типы нимба, среди прочего:
- Квадратный нимб, используемый для обозначения высоких сановников, которые были ещё живы во время их представительства (папы, императоры, короли) в 500–1100 годах в Италии[8].
- Круглый нимб, символизирующий умерших персонажей. Это может быть одинарное кольцо или двойное кольцо.
- Крестоцветный или крестообразный нимб, когда в круг вписан крест с равными руками, предназначенный для изображения Иисуса Христа .
- Треугольный нимб, имеющий форму треугольника, принадлежащий только Отцу христианской троицы .
- Лучезарный или сияющий нимб, в форме лучей, относился к диску древних богов.
- Жемчужный нимб, используемый в основном мусульманами, где в жемчуге живут блаженные .
- Зенитный нимб: расположен на голове в горизонтальном положении;
- Звездный нимб: нимб имеет форму звезды. Звездный нимб является особенным для Девы: Откр. 12: 1: И явилось на небе великое знамение: жена, облечённая в солнце; под ногами её луна, и на главе её венец из двенадцати звёзд.

В самом начале XIV века Джотто, а вслед за ним и прочие художники стали изображать нимб не как диск, словно приклеенный к фону за головой святого, а как объёмный предмет, похожий на тарелку, подчиняющийся принципам перспективы и поворачивающийся вместе со своим обладателем. Живопись переняла эту практику из скульптуры, стремясь отобразить трёхмерность пространства. Одни художники рисовали нимбы массивными золотыми с каменьями, превратившись в тяжёлые украшения; другие стремились рисовать нимбы, эфемерными, лёгкими, похожими на поток света. Сияние святости могло изображаться в виде звезды, пламенной окружности, стеклянного диска, ажурного золотого плетения, едва заметного обруча, короны лучей или лунного света. Наиболее нестандартные нимбы составлялись из предметов или фигур (например, на картине Ботичелли «Муж скорбей» нимб представлен в виде вереницы скорбных ангелов).
В раннехристианские времена – до того, как главным атрибутом сакрального стало золото, – на нимбах Христа и ангелов господствовал небесно-синий. Позже нимбы изображались любых оттенков – красными, зелёными, фиолетовыми и даже разноцветными. Отличали чередование, симметрию и контраст цветов, чтобы, к примеру, отделить фигуру Христа от его учеников.
- Византийский император Юстиниан I (527–565) ещё при жизни изображён с нимбом. Мозаика в Сан-Витале в Равенне (Италия)
- Папа Пасхалий I изображён квадратным нимбом, что указывает на то, что он был жив. Около 820 г., базилика Санта-Пракседес , Рим.
- «Благовещение» (ок. 1435-1440) Филиппо Липпи.
- «Мёртвый Христос, поддерживаемый двумя ангелами» (ок. 1460) Джованни Беллини. Музей Коррер (Италия)
- «Мадонна Бенуа» (1478—1480) Леонардо да Винчи. Эрмитаж

## В древнем искусстве
В древнем искусстве нимб был символом света или огня, использовался в изображении различных богов (с сияющим диском, короной лучей, расходящихся в стороны, либо с лучами, вписанными в круг). Небесные и солярные боги (пальмирский Малакбел, индоиранский Митра, греческий Гелиос, римский Аполлон) часто изображались с лучом света или солнечной короной вокруг головы; здесь ореол, очевидно, является символом сияющего солнца, которое эти боги символически воплощали. В зороастризме сияние символизирует священное пламя (или священный свет).
Во многих культурах нимб стал дополнять изображения земных властелинов, которые провозглашались богами, воспринимались воплощением богов. В последние века Римской империи на изображениях римских, а потом и христианских императоров нимб символизировал не их личную добродетель, а незыблемость императорского достоинства. Обожествлённые римские императоры иногда изображались на монетах также с нимбом.
- Ра с солнечным диском, до 1235 года до н.э. Гробница QV66
- Зороастрийская богиня Анахита с огненным нимбом. Монета Хосрова II.
- Рельеф I века с изображением Аглибола[англ.], Баалшамина и Малакбела[англ.]
- Древняя статуэтка Гелиоса с семиконечным нимбом, Археологический музей в Анталии
- Аполлон с лучистым нимбом на римской мозаике (конец II века, Эль дием, Тунис)

## В христианстве
В IV веке христиане, позаимствовав в имперской иконографии нимб как знак высшей власти, стали регулярно изображать с ним своего Бога. Лишь в V–VI веках нимбы превратились в постоянный атрибут Христа, Богоматери, других святых. В христианской иконографии нимб стал принадлежностью изображений ипостасей Святой Троицы, ангелов, Богоматери и святых; нередко он сопровождал также Агнца Божия и фигуры животных, служащих символами четырёх евангелистов (см. тетраморф). При этом для некоторых икон установились нимбы особого рода. Так, лик Бога-Отца помещался среди нимба, имевшего вначале форму треугольника, а потом форму шестиконечной звезды, образованной двумя равносторонними треугольниками. С треугольным нимбом иногда изображались также Святой Дух (в виде голубя) и Всевидящее Око. Спасителю христианская иконография присвоила преимущественно «крестовый» нимб, то есть круглый диск с начертанным внутри него равноконечным крестом, нижний конец которого скрывается за головой. Такой же нимб получили и символические изображения Христа, Добрый Пастырь и Агнец Божий, равно как в некоторых случаях и Святой Дух. Впоследствии украшением подобного нимба сделались, вместо креста, три линии или три пучка лучей, исходящих из середины диска в виде радиусов. Богородицу изображают с кругообразным нимбом, украшенным двенадцатью звёздами, диадемой или лучезарной короной. Ангелы и святые наделяются простым, круглым нимбом, который старинные живописцы, представляя апостолов, мучеников и вообще новозаветных святых, золотили, изображая же пророков и патриархов — серебрили.
В произведениях западного (католического) и восточного (православного) христианского искусства можно увидеть разное понимание нимба: на Западе нимб даётся в ракурсе, это диск или кольцо над головой (аналог венца или короны), даваемые святому свыше как награда за праведность; на Востоке нимб — круг сияния, знак просветления лика святого.

### В католицизме
С нимбами изображали не только антропоморфные фигуры (святых, ангелов в виде юношей с крыльями или Бога в облике человека), но также зверей, которые их олицетворяли. Нимб иногда рисовали вокруг Божьей длани, не показывая его лица. Порой похожее сияние окружало даже неодушевлённые предметы, например, образ Святого гвоздя, созвездия, добродетелей, персонификации провинций. На ореолах часто писали имя их обладателя, эпитеты, а порой и текст обращённой к нему молитвы.
Стремясь показать глубину изображаемого пространства и придать своим персонажам максимальное живоподобие, мастера XIV–XV веков стали создавать новые формы нимбов.
- Изображение Святого Духа в виде голубя в соборе Клеброна
- «Мадонна с Младенцем» (1432) Доменико Венециано
- Ганс Гольбейн Старший. Успениe Богоматери. Германия, ок. 1491 г. Музей изобразительных искусств (Будапешт)
- Нимб в виде кольца
- «Дева с нимбом в звёздах» (1618) Диего Веласкеса

### В православии
На православных греческих и русских иконах на нимбах или рядом с ними достаточно часто помещают надписи. На нимбе Иисуса Христа три буквы Ὀ (ὁ), ὤ (ὤ), Ν (ν): др.-греч. ὁ ὤν — это имя существительное означает Сущий, образованное от древнегреческого глагола др.-греч. εἰμί — быть. «Сущий» — всегда существовавший — это одно из имён, которое относится исключительно к Богу-Творцу и не относится ни к одному из всех остальных созданных Богом творений, имеющих начало. Рядом с нимбом Христа надпись: др.-греч. Ι ҃ Σ   Χ ҃ Σ  или   Ι ҃C Χ ҃C → Ἰησοῦς Χριστός → Иисус Христос. Таким образом, надпись на нимбе Христа означает, что Иисус Христос — Сущий, то есть истинный и безначальный Бог. Три литеры помещают обычно на изображении Креста (крестчатый нимб). Крест символизирует страдание и воскресение Христа; пройдя через распятие и смерть на Кресте, Иисус Христос воскрес и спас всех людей от греха и смерти. Все символы в конечном итоге означают, что Иисус Христос есть Сущий или безначальный и истинный Бог — Спаситель. Из совокупности символов проистекает и название данной иконы Иисуса Христа: изображение Спасителя (Спаса) или «Спас».
Рядом с нимбом Девы Марии помещают надпись: др.-греч. Μ ҃ Ρ Θ ҃ Υ. Это означает Μήτηρ Θεού — «Матерь Бога» или «Божия Матерь».
- Икона: Спас Вседержитель. Тверь. Конец XV века. На крестчатом нимбе надпись: Ὀ ὤΝ — Сущий
- Нимб в восточнохристианском искусстве. Икона Богородицы с Младенцем Перивлепта. Византия. Вторая половина XIV в.
- «Троица» Андрея Рублёва, XV век

### Нимбы не святых
Политическая роль нимба тоже не была забыта. Традиция представлять императоров с сияющим ореолом ещё долго жила в Восточно-Римской империи (Византии). В этом случае нимбы не свидетельствовали о почитании святым изображённого, а показывали его статус. Такие изображения можно найти в храмах и рукописях Византии, а также в соборах и зданиях Московского Кремля, где так изображались князья и цари (что иногда вызывает путаницу в умах верующих, см. Вопрос о канонизации Ивана Грозного).
Первым изображением русского правителя с нимбом, как указывает Т. Е. Самойлова, является портрет Дмитрия Внука на пелене Елены Волошанки (1498 год). Надгробный образ из Архангельского собора «Святитель Василий и великий князь Василий III» (3-я четверть XVI века), где московский князь изображён с нимбом, по мнению искусствоведов, — другой ранний пример изображения несвятого русского князя с нимбом. Его «можно отнести к нововведениям в русской иконографии, к редким примерам заимствования византийских императорских традиций в их канонической и богословской полноте и репрезентативности».
В католической традиции живые (современные художнику) личности, такие как папа, император и донаторы, также изображались с нимбом, но, как правило, квадратной формы. Аллегорические фигуры могли изображаться с шестиугольными нимбами.

## В буддизме
Первые изображения нимба встречаются в буддистском искусстве в I-II веках благодаря эллинистическому влиянию (Гандхара).
Правители Кушанского царства изображали себя с нимбами на монетах.
Нимб иногда означает духовную силу, в отличие от светской власти, представленной короной. Нимб может быть голубым, жёлтым или радужным.
В буддизме Красное гало Будды — символ динамичной солярной активности.
- Будда. Индия
- Паринирва́на
- Проповедь в Дир-Парк
- Шведагон
- Кушанская монета с изображением императора Канишки I и Будды с нимбом
- Статуя Будды из Гандхары I-II века. Буддийское искусство. Токийский национальный музей

## В индуизме
Изображение нимба в индийском искусстве относится ко второй половине второго тысячелетия до н. э. В Индии сияние вокруг головы называлось Prabhamandala или Siras-cakra, а сияние вокруг корпуса — Prabhavali.
- Сарасвати — богиня мудрости, знания, супруга Брахмы.
- Будда

## В исламе
В средневековых арабских рукописях, куда золотые нимбы, возможно, пришли из христианской иконографии, с ними порой представляли не избранных, а всех персонажей – вне зависимости от их личной праведности. В  более позднем персидском искусстве, чтобы продемонстрировать особый статус персонажа — прежде всего, пророка Мухаммеда – вокруг его фигуры часто рисовали ореол из языков пламени. С 1580 года нимб появляется в могольской миниатюре при изображении личностей и правителей империи моголов.
- Мухаммад аль-Харири. Макамы. Ирак или Сирия, ок. 1240 г.
- Мухаммед, Авраам, Моисей и Иисус идут молиться. Средневековая персидская миниатюра
- Паяг. Конный портрет Шах Джахана. Могольская живопись.